# Cervonîi Kut, Jașkiv
Cervonîi Kut (în ucraineană Червоний Кут) este o comună în raionul Jașkiv, regiunea Cerkasî, Ucraina, formată numai din satul de reședință.

## Demografie
Componența lingvistică a comunei Cervonîi Kut
     Ucraineană (98,49%)
     Rusă (1,1%)
     Alte limbi (0,14%)
Conform recensământului din 2001, majoritatea populației comunei Cervonîi Kut era vorbitoare de ucraineană (98,49%), existând în minoritate și vorbitori de rusă (1,1%).